# Zhang Anda
Zhang Anda (Shaoguan, 25 de diciembre de 1991) es un jugador de snooker chino.

## Biografía
Nació en la ciudad china de Shaoguan en 1991. Es jugador profesional de snooker desde 2009, aunque se ha caído del circuito profesional en más de una ocasión. Se ha proclamado campeón de un torneo de ranking, el Campeonato Internacional de 2023, en cuya final se impuso a Tom Ford con un marcador de 10-6. Además ha conseguido dos tacadas máximas.

### Tacadas máximas
| Núm. | Año  | Torneo                   | Rival         | Ronda                  | Ref.  |
| ---- | ---- | ------------------------ | ------------- | ---------------------- | ----- |
| 1    | 2022 | Masters de Europa        | Anton Kazakov | rondas clasificatorias | [ 4 ] |
| 2    | 2023 | Campeonato Internacional | Tom Ford      | final                  | [ 5 ] |